# 22395 Ourakenji
22395 Ourakenji este o planetă minoră (asteroid), cu un diametru de 5,194 km, din centura de asteroizi. A fost descoperită pe 2 octombrie 1994 la Kitami Observatory⁠(d) de Kin Endate. 
Obiectul prezintă o orbită caracterizată de o semiaxă mare de 2,7794327 UAi, o excentricitate de 0,11, o înclinație de 8,74047 ° în raport cu ecliptica.